# Ponti sulla Vistola a Tczew
I ponti sulla Vistola a Tczew (in polacco Most kolejowy w Tczewie e Most drogowy w Tczewie; in tedesco Weichselbrücke Dirschau) sono una coppia di ponti reticolari in acciaio costruiti nella seconda metà del XIX secolo che attraversano il fiume Vistola presso la città polacca di Tczew.

## Storia
Intorno alla metà del XIX secolo la città di Tczew (in tedesco Dirschau) era un importante centro commerciale e la costruzione di un ponte ferroviario che attraversasse il fiume Vistola fu resa necessaria durante la realizzazione della ferrovia orientale prussiana, che passava per Dirschau collegando Berlino a Königsberg.
La costruzione del primo ponte, con funzione sia carrabile che ferroviaria, iniziò nel 1851 su progetto dell'ingegnere tedesco Johann Carl Wilhelm Lentze e dell'architetto Friedrich August Stüler, mentre i calcoli strutturali furono affidati all'ingegnere svizzero Rudolph Eduard Schinz. Inizialmente si era pensato di realizzare un ponte sospeso, ma Lentze si orientò invece su un ponte reticolare a traliccio dopo aver visto i progetti del ponte Britannia ad Anglesey, nel Galles, la cui costruzione era iniziata 4 anni prima. La prima pietra del ponte fu simbolicamente posata dal re Federico Guglielmo IV di Prussia il 27 luglio 1851.
Il 12 ottobre 1857 il ponte fu aperto al traffico carrabile e ferroviario, anche se le torri e gli altri elementi decorativi non sarebbero stati terminati prima dell'anno seguente. Con le sue sei campate da 130 metri ciascuna e una lunghezza complessiva di 837,3 metri al tempo era il ponte più lungo d'Europa e uno dei più lunghi al mondo.
Nel 1888 fu iniziata la costruzione di un nuovo ponte, destinato al solo traffico ferroviario, 30 metri a nord del ponte esistente, su progetto dell'ingegnere tedesco Johann Wilhelm Schwedler. In seguito all'apertura del nuovo ponte nel 1891 il vecchio ponte fu convertito al solo traffico carrabile e pedonale.
Nel 1912 entrambi i ponti vennero allungati di 3 campate da 81,60 metri ciascuna, portando la loro lunghezza complessiva a 1073 metri.
Il 1 settembre 1939, poche ore dopo l'invasione della Polonia da parte della Germania, i ponti vennero fatti saltare dai polacchi per rallentare l'avanzata delle truppe naziste. Durante la seconda guerra mondiale le due strutture furono riparate e danneggiate più volte, finché non furono completamente ripristinate nel 1959.

Il ponte ferroviario è tuttora in uso mentre il ponte carrabile è stato chiuso al transito nel 2011 a causa delle sue precarie condizioni e nel 2015 sono iniziati alcuni lavori di ristrutturazione.

## Descrizione
Entrambi i ponti sono costituiti da 6 campate originarie di circa 130 metri di luce ciascuna più 3 campate da 81,60 metri aggiunte nel 1912, raggiungendo così la lunghezza di 1073 metri. Il ponte carrabile, più a sud, è stato realizzato con una struttura reticolare a traliccio ma in realtà conserva solo alcuni frammenti della struttura originale. Delle 10 torri decorative originarie il ponte carrabile ne conserva al giorno d'oggi solo 4.

Il ponte ferroviario, situato circa 30 metri più a nord, ha una struttura a capriate in acciaio e ospita due binari ferroviari.

## Galleria d'immagini

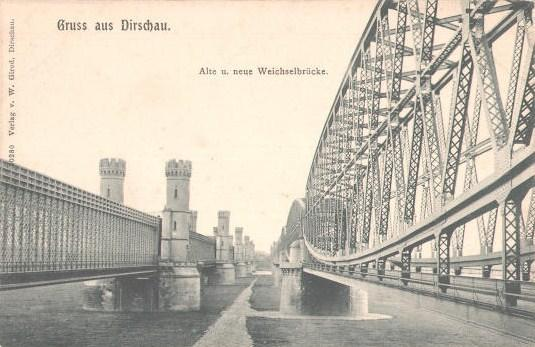
I due ponti in una immagine degli inizi del XX secolo
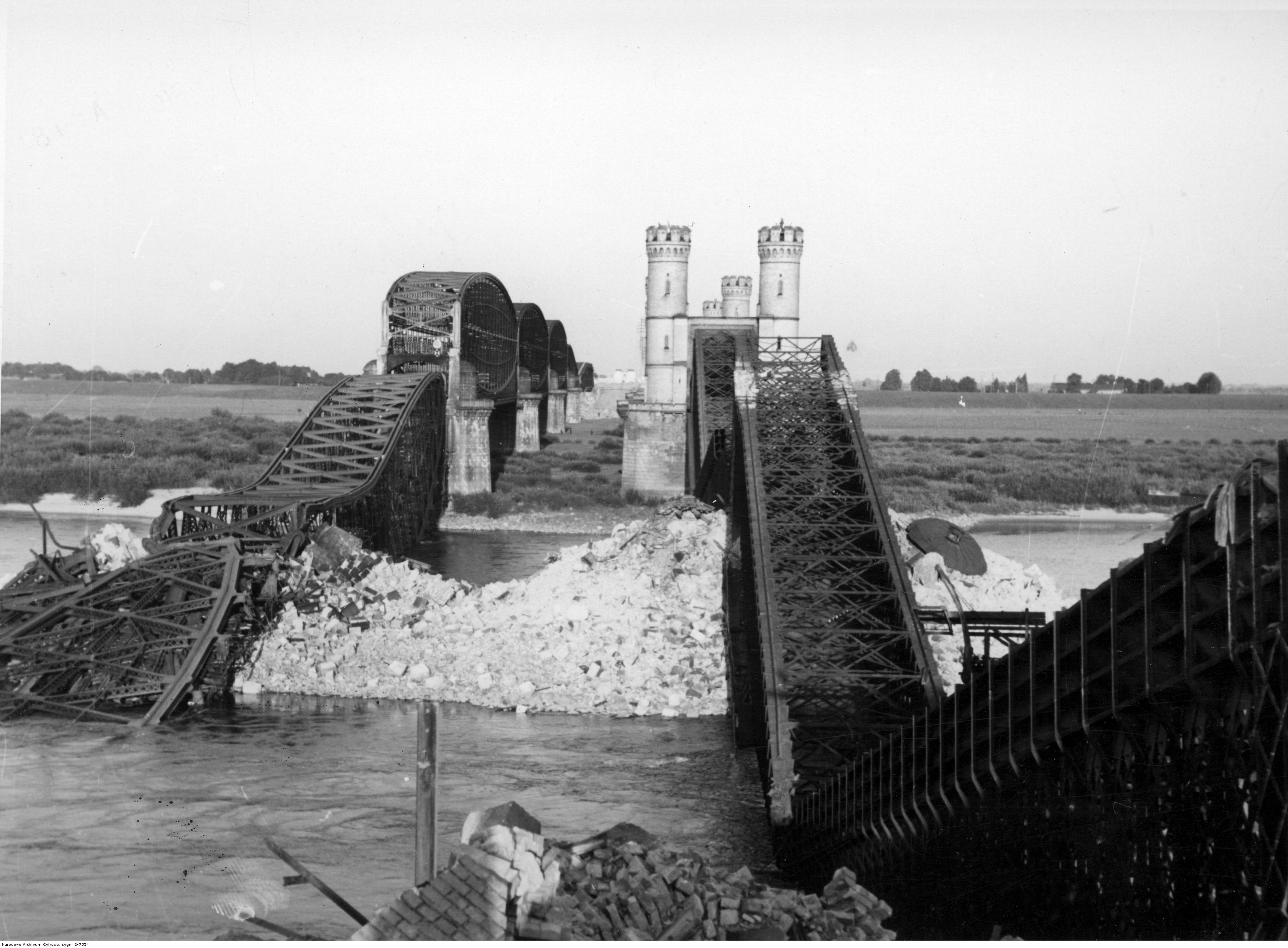
I due ponti fatti saltare nel 1939
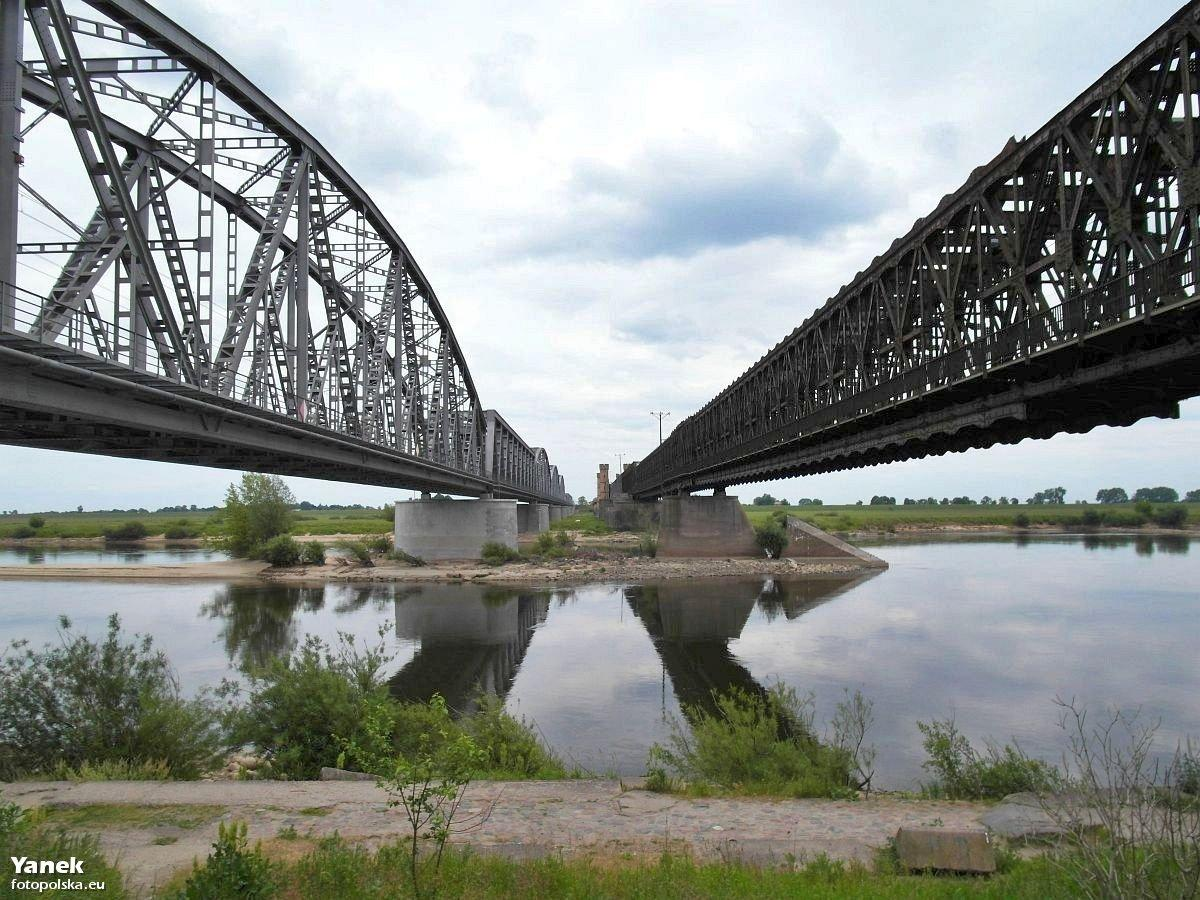
Il ponte ferroviario a sinistra e il ponte carrabile a destra
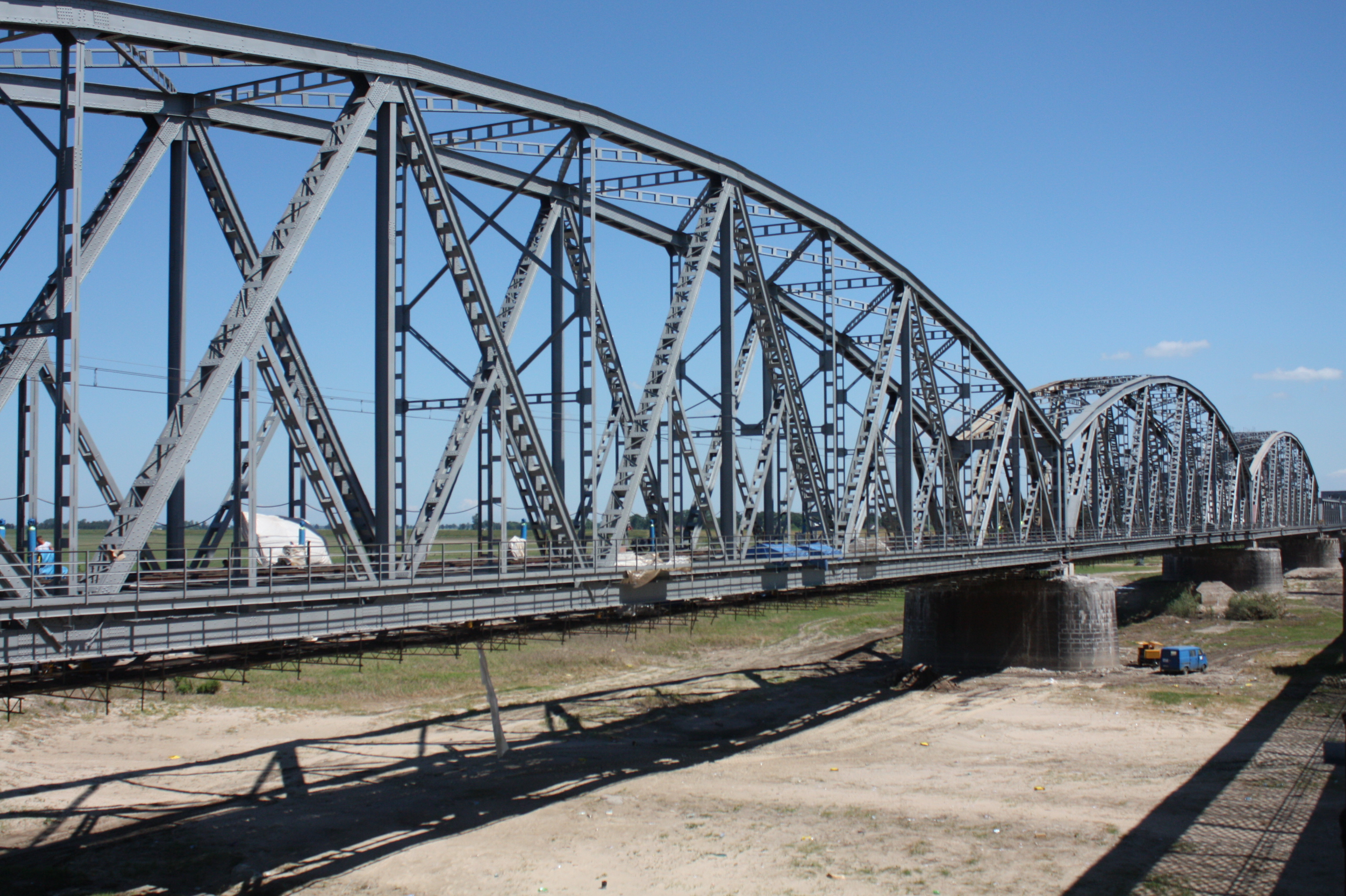
Dettaglio del ponte ferroviario
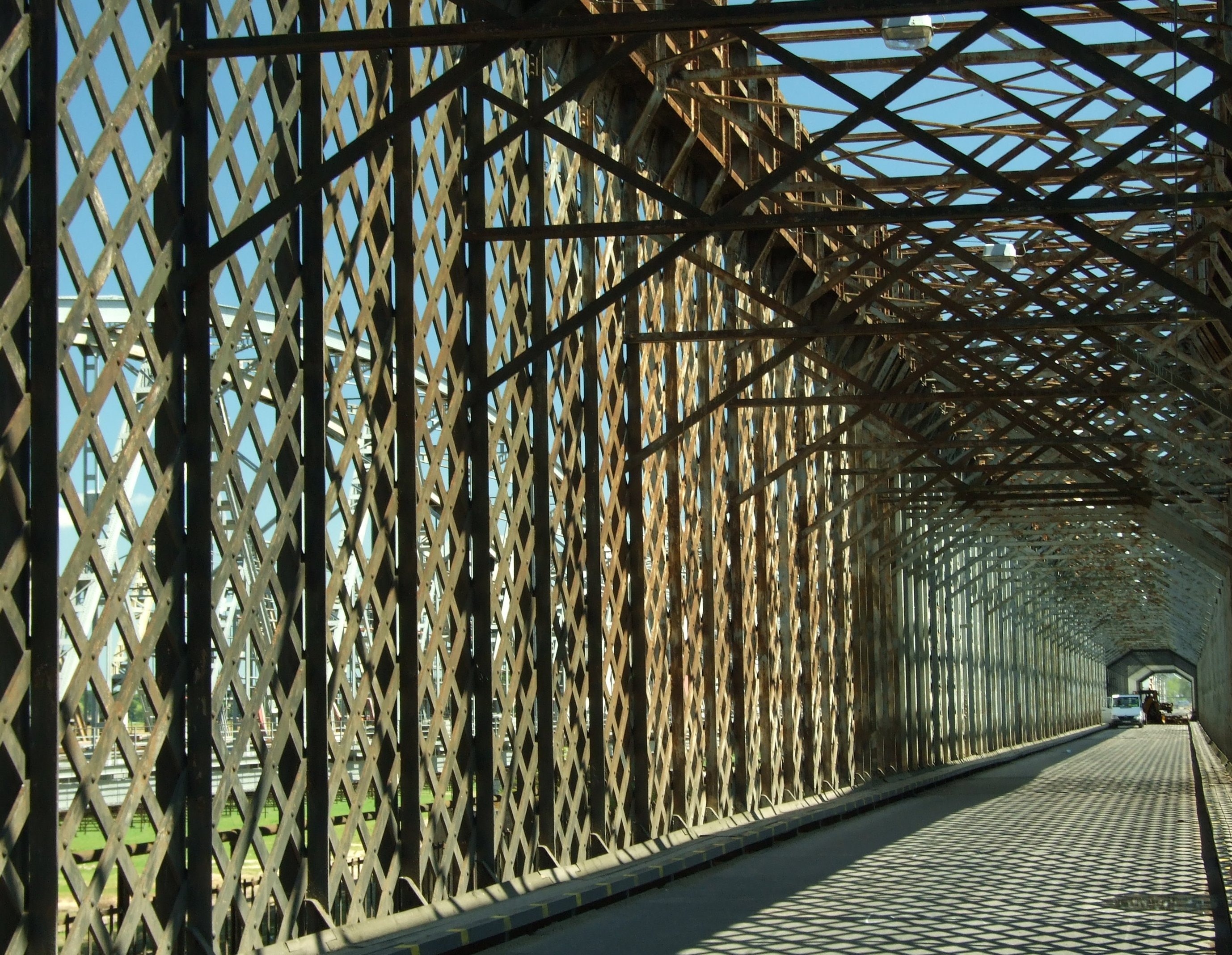
Dettaglio del ponte carrabile
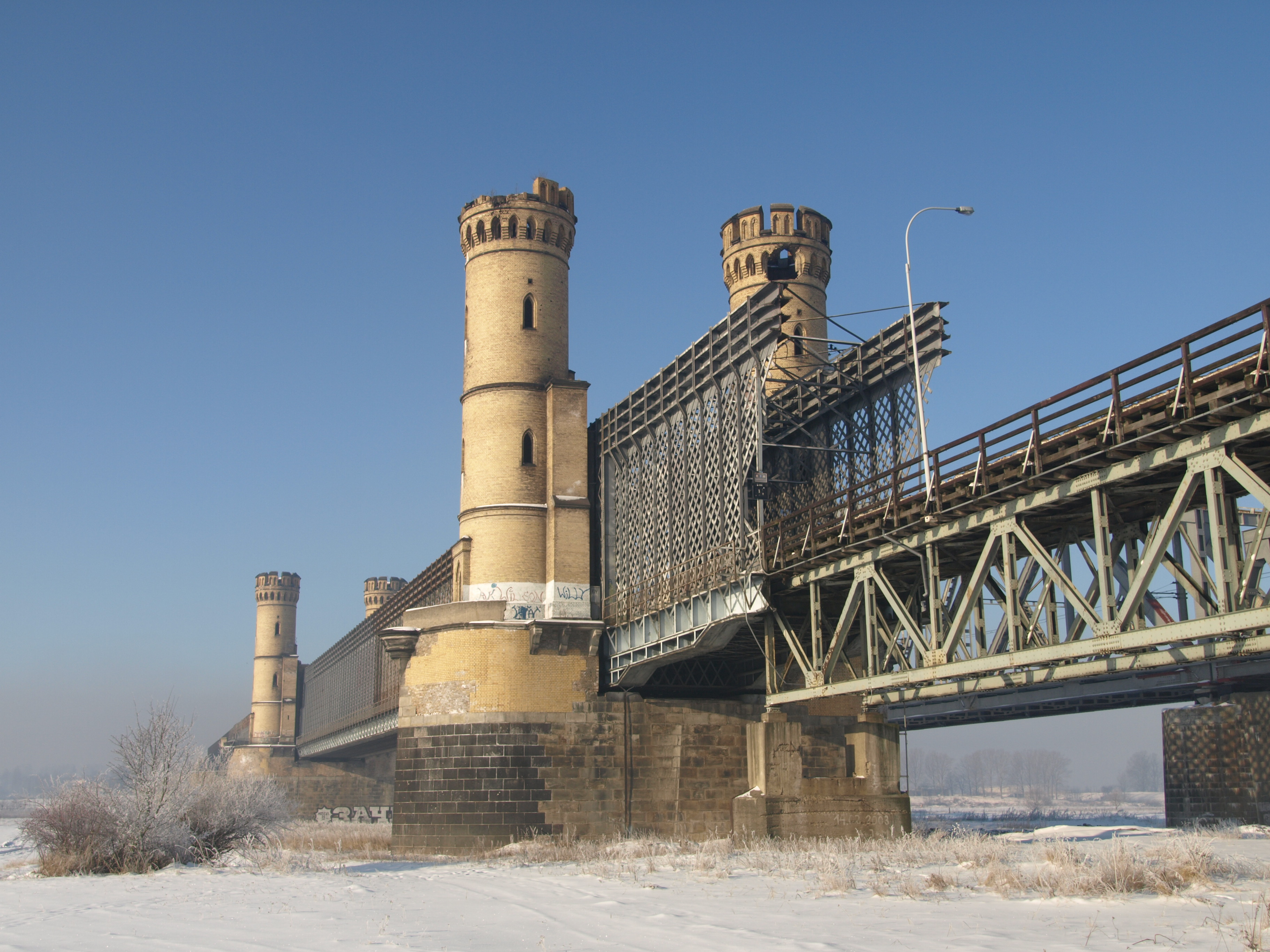
Dettaglio delle rimanenti torri del ponte carrabile